# André Lanata

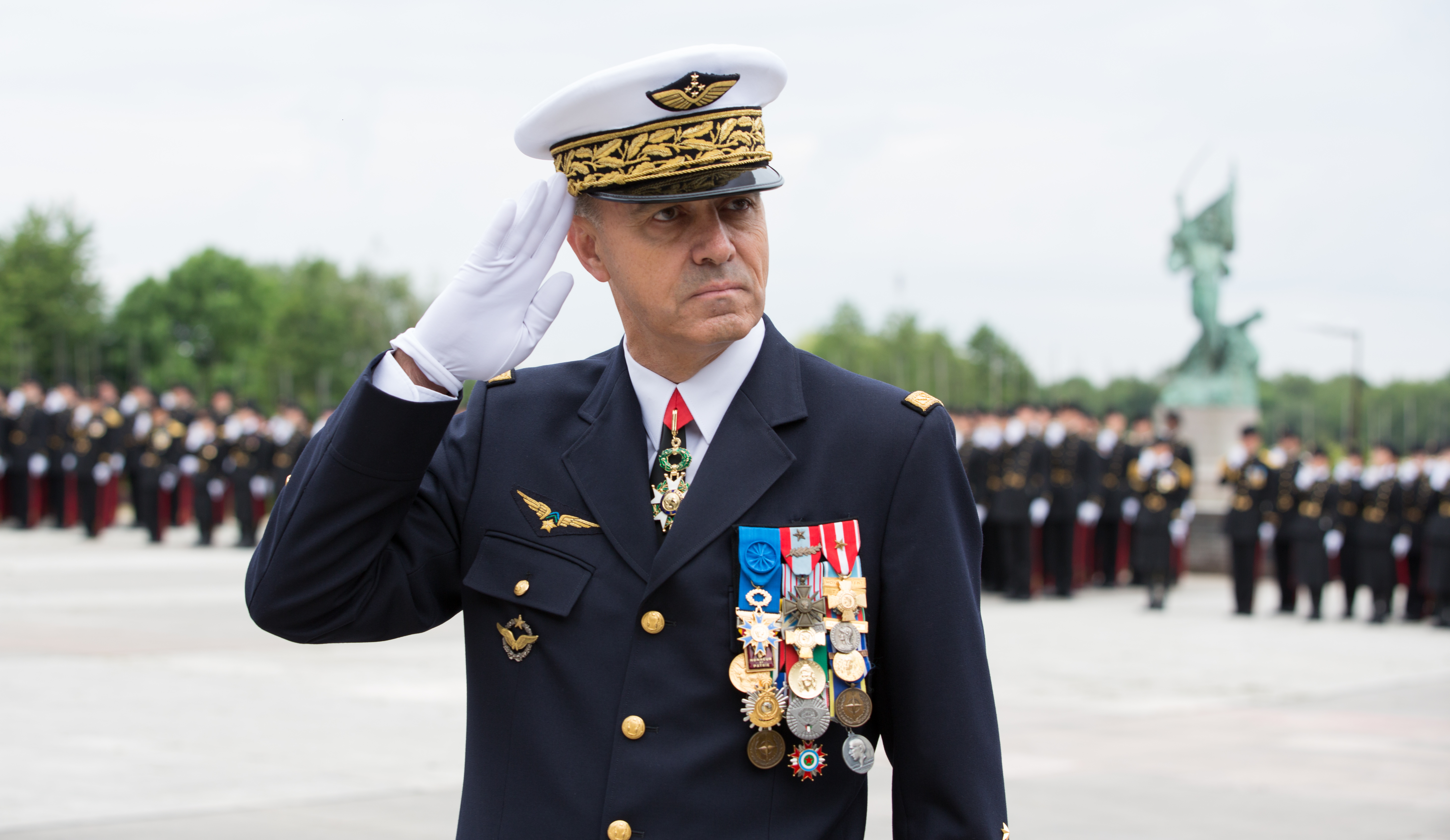
André Lanata (2016)

André Lanata (* 10. Oktober 1961 in Bastia, Korsika) ist ein Général d’armée aérienne der Französischen Luftstreitkräfte.

## Militärische Laufbahn
Beförderungen
- 2008 Général de brigade aérienne
- 2011 Général de division aérienne
- 2013 Général de corps aérien
- 2015 Général d’armée aérienne

Seine militärische Karriere begann Lanata an der École de l’air 1981. Bis 1984 wurde er zum Jetpiloten ausgebildet und war erst Einsatzpilot auf Mirage F1CR und dann ab 1990 Staffelchef in der Aufklärungseinheit Escadron de reconnaissance 1/33 Belfort in Straßburg. Ab 1991 war er Einsatzoffizier der Schwestereinheit Escadron de reconnaissance 2/33 Savoie. Von 1993 bis 1995 war Lanata Referent für Aufklärungsprogramme im Etat-Major de l’armée de l’air, dem Generalstab der Luftwaffe in Paris. Ab 1995 nahm er an der französischen Generalstabsausbildung am Collège interarmées de défense, ebenso in Paris, teil. Ab 1996 war er erst stellvertretender Gruppenkommandeur und schließlich Gruppenkommandeur der Escadron de chasse 2/3 Champagne auf der Base aérienne 133 in Nancy. Hier flog er die Mirage 2000D. Es folgte eine weitere Verwendung als Generalstabsoffizier in der Planungsabteilung des französischen Generalstabs. Es folgte eine weitere Stabsverwendung als Stabsoffizier für joint forces und force protection. Von 2004 bis 2006 war Lanata Kommandeur der Base aérienne 188, der französischen Luftwaffenbasis in Djibouti. Danach wurde er ab 2006 erst als stellvertretender Referatsleiter und schließlich als Referatsleiter in der Planungsabteilung des Generalstabs der Luftwaffe eingesetzt. Es folgte 2008 bis 2011 eine Verwendung im französischen Verteidigungsministerium als Directeur adjoint affaires internationales et stratégiques. Die Direction générale des relations internationales et de la stratégie ist insbesondere für die Abstimmung von Verteidigungspolitik mit dem Außenministerium zuständig. Als stellvertretender Abteilungsleiter Einsatz im französischen Generalstabs war Lanata von 2011 bis 2013 insbesondere für die finanzielle Ausplanung der französische Auslandseinsätze sowie bi- oder multilateraler Abkommen sowie der Konzeption der Combined Joint Expeditionary Force beteiligt. Ab 2013 war er Abteilungsleiter Planung im französischen Generalstab, hier verantwortete er insbesondere Rüstung, Finanzplanung der Streitkräfte und Rüstungskontrolle. Im Jahr 2015 wurde er Stabschef der Luftwaffe. Auf diesem Dienstposten folgte ihm am 31. August 2018 General Philippe Lavigne. Seit dem 11. September 2018 ist Lanata Supreme Allied Commander Transformation. Hier folgte er auf General Denis Mercier.

### Auslandseinsätze
- 1988/1989 Opération Épervier, Tschad
- 1990/1991 Operation Daguet/Desert Shield/Desert Storm, Irak
- 1991/1992 und 1993 Operation Aconit / Provide Comfort, Türkei/Irak
- 1993 Operation Crécerelle/Deny Flight, Bosnien-Herzegowina
- 1997 Operation Joint Endeavour,  Bosnien-Herzegowina
- 1999 und 2000 Operation Trident/Allied Force, Kosovo

### Auszeichnungen
- Ritter (1997), Offizier (2000), Komtur (2015) und Großoffizier (2018) der Ehrenlegion
- Commandeur de l’Ordre national du Mérite (2012)
- Croix de guerre des théâtres d’opérations extérieures avec palme
- Croix de la valeur militaire
- Médaille de l’Aéronautique

Lanata ist Pilot mit mehr als 3300 Flugstunden, hauptsächlich auf Mirage F1CR und Mirage 2000D. Er ist 146 Kampfeinsätze in sechs verschiedenen Missionen geflogen.

## Privates
Lanata ist der Sohn von Vincent Lanata, ebenfalls ein Général d’armée aérienne. Lanata ist verheiratet und hat fünf Kinder.